# Tlacochaca
Tlacochaca är en ort i Mexiko, tillhörande kommunen Ixtapan de la Sal i delstaten Mexiko. Orten hade 189 invånare vid folkräkningen 2010.